# 好撒玛利亚人医院 (洛杉矶)
好撒瑪利亞人醫院（英語：Good Samaritan Hospital）是一所位於美國加利福尼亞州洛杉磯的醫院，現有408個床位。

## 歷史
好撒瑪利亞人醫院於1885年創立，於1911年遷往現址，現時的主院舍則建於1976年。
前美國總統候選人羅伯特·弗朗西斯·甘迺迪於1968年6月5日遭刺殺，翌日於此醫院死亡。